# 二沙島
座標: 北緯23度6分45秒 東経113度18分01秒 / 北緯23.11250度 東経113.30028度
二沙島（にさとう）とは、中華人民共和国広東省広州市天河区にある珠江に浮かぶ島嶼で、東に海心沙島が位置する。広州大橋で本土と連絡している。

## 施設
- 星海音楽堂
- 広東美術館
- 二沙体育訓練基地

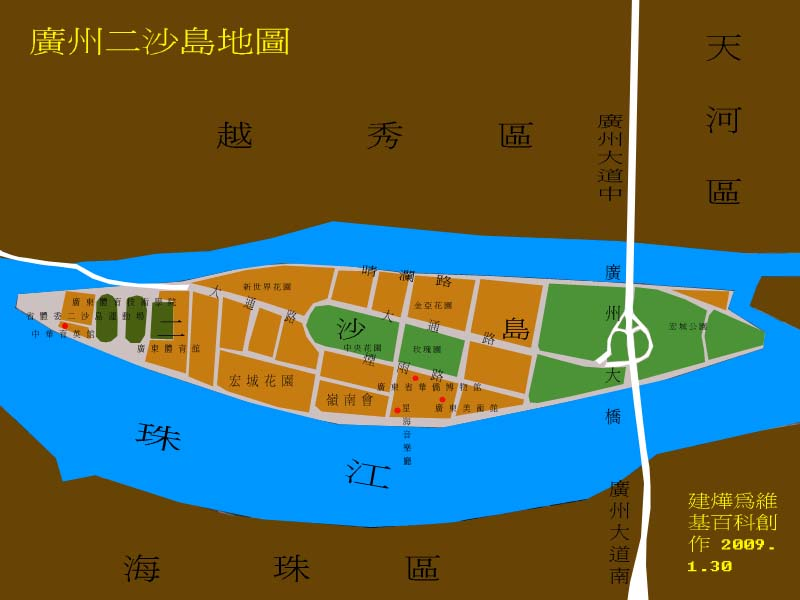
島内地図

## 歴史
清朝時代に珠江の流れの緩和及び市街拡張の為に建設された。